# یانی اودیا
یانی اودیا (انگلیسی: Johnny Oduya؛ زادهٔ ۱ اکتبر ۱۹۸۱) بازیکن هاکی روی یخ اهل سوئد است.
وی همچنین برندهٔ جوایزی همچون جام استنلی شده‌است.
از باشگاه‌هایی که در آن بازی کرده‌است می‌توان به فیلادلفیا فلایرز اشاره کرد.